# Болесцин (Свідницький повіт)
Болесцин (пол. Boleścin, нім. Pilzen) — село в Польщі, у гміні Свідниця Свідницького повіту Нижньосілезького воєводства.
Населення — 606 осіб (2011).
У 1975-1998 роках село належало до Валбжиського воєводства.

## Демографія
Демографічна структура станом на 31 березня 2011 року:
|          | Загалом | Допрацездатний вік | Працездатний вік | Постпрацездатний вік |
| -------- | ------- | ------------------ | ---------------- | -------------------- |
| Чоловіки | 301     | 48                 | 236              | 17                   |
| Жінки    | 305     | 50                 | 193              | 62                   |
| Разом    | 606     | 98                 | 429              | 79                   |